# Robert Neville
Robert Neville, mort le 8 juillet 1457, est un ecclésiastique anglais.
Membre de la famille Neville, il est le fils du comte de Westmorland Ralph Neville et de Jeanne Beaufort. Il est nommé évêque de Salisbury le 9 juillet 1427, puis transféré à Durham le 27 janvier 1438. Il occupe le poste de prince-évêque de Durham jusqu'à sa mort.